# Sólo para ti (álbum de Corazón Serrano)
Solo para ti  es el primer casete publicado de modo "profesional" por la agrupación "Corazón Serrano", en 1997. Auspiciado por la productora "Éxitos del Mundo" de Sósimo Franco Valverde, una casa que cubría --y cubre- el mercado de bandas y estilos emergentes de gran parte del norte del país --desde bombo baile de San Martín, pasando por huayno contemporáneo de La Libertad hasta cumbia sanjuanera de Piura-.
Corazón Serrano ya cumplía poco más de tres años como agrupación chivera en bares y locales de espectáculo de la periferia de ciudades como Piura y Sullana, y con cierta acogida en localidades no-serranas como Chiclayo o Sechura, no obstante no haber publicado aún ningún larga duración. El repertorio previo incluía éxitos de agrupaciones sanjuaneras un poco más antiguas --como Arco Iris de Chocán, Hermanos Bure de Huancabamba o Sierra Norteña, sus principales precedentes-, además de éxitos de la cumbia norteña de moda, temas clásicos ecuatorianos y, raras veces, merengues y salsas de moda.
El mercado que Corazón Serrano atendía era nuevo en la región: jóvenes serranos que migraban a nuevas zonas de las principales ciudades costeñas y que preferían la música de los padres --sanjuanito, pasillo, pasacalle, albazos, y mucho del folclore del sur ecuatoriano- con más fuerza, "más moderno" e instrumentado al estilo de las agrupaciones costeñas, y que a su paso adhiere a los padres de estos, quienes a pesar de no haber sido los principales impulsores de la corriente, no tienen problemas en adaptarse.
El disco tiene un sonido medianamente plano, una canción conduce a la otra, y cuenta con un compás de timbales sostenido que cuenta con elementos costeños característicos: el uso del platillo, que alterna con el jumblock y la campa en juegos de dos y cuatro tiempos, en un orden que se convierte en una regla: parte lateral de la tarola, redoble, jumblock y campana, redoble, platillo, redoble, jumblock/campana, redoble de batería o jumblock/campana y vuelta al inicio.
El uso de las congas, la tumba y el rasgueo de la guitarra son otros aspectos que los serranos recogen de la gigantesca industria musical de la costa norte, pero le adhieren a esta velocidad, voces femeninas/coros masculinos y un sintentizador que imita los juegos de melodía de las añejas flautas serranas del sur ecuatoriano.
Las voces femeninas han sido una tendencia permanente en lo que James Regan señala como área de influencia ashuar: desde el área norte de San Martín, pasando por la sierra central y norte de Cajamarca, norte de Amazonas, el área serrana y selvática de San Ignacio y Jaén, la sierra de Piura y Ferreñafe, y la sierra y el área más oriental de la selva sur ecuatoriana. De hecho los registros sonoros del sur ecuatoriano y de Cajamarca que demuestran esta tendencia existen desde la década de 1940.
Este casete, vale agregarlo, permitió que el circuito de la agrupación trascienda la sierra y selva de Piura y Cajamarca, e incursione hasta espacios como la sierra de La Libertad y áreas serranas de Lima Norte --San Martín de Porres, Comas y Puente Piedra, sobre todo- y Lima Este --Santa Anita, Ate y San Juan de Lurigancho-.

## Lista de canciones
| Lado A |                    |              |          |  |
| N.º    | Título             | Escritor(es) | Duración |  |
| 1.     | «Mi escritorio»    |              | 04:15    |  |
| 2.     | «Amor forastero»   |              |          |  |
| 3.     | «Siempre te amaré» |              |          |  |
| 4.     | «Qué mala suerte»  |              |          |  |
| 5.     | «Mi desengaño»     |              |          |  |

| Lado B |                          |              |          |  |
| N.º    | Título                   | Escritor(es) | Duración |  |
| 1.     | «Las leyes del amor»     |              |          |  |
| 2.     | «Alitas quebradas»       |              |          |  |
| 3.     | «Bailaditas del corazón» |              |          |  |
| 4.     | «El madrugadito»         |              |          |  |
| 5.     | «Por amarte»             |              |          |  |
| 6.     | «Solo para ti»           |              |          |  |

## Miembros
| - Irma Guerrero: vocalista - Edwin Guerrero Neyra: vocalista - Edita Guerrero Neyra: vocalista - Lorenzo Guerrero Neyra: vocalista |